# IFNA13
IFNA13‏ (Interferon alpha 13) هوَ بروتين يُشَفر بواسطة جين IFNA13 في الإنسان.